# Пол Грийнгард
Пол Грийнгард (на английски: Paul Greengard) е американски биохимик, фармаколог и невробиолог.
През 2000 г. получава заедно с шведския учен Арвид Карлсон и американеца Ерик Кандел Нобеловата награда за физиология или медицина за своите открития, свързани с пренасянето на сигнали в нервната система.

## Биография
Пол Грийнгард е роден на 11 декември 1925 г. в Ню Йорк. Защитава през 1953 г. докторска степен в Балтимор в Университета Джонс Хопкинс, специалност биофизика, работи в Англия (Лондон и Кеймбридж) в областта на биохимията и през 1959 г. отива в изследователските лаборатории на Новартис. През 1968 г. става професор по фармакология и психиатрия в Йейлски университет в Ню Хейвън. През 1983 г. получава професура в Рокфелеровия университет в Ню Йорк, където едновременно с това поема лабораториите по молекулярна биология и клетъчна невронаука.
Той изследва предимно пренасянето на сигнали между невроните на мозъка, за да изследва конкретното действие на определени вещества. При това той изяснява основно преди всичко пренасянето на сигнали в така наречените бавни синапси, за основни функции на централната нервна система като настроения и будност. Той открива, че допаминът задейства една каскада от реакции във вътрешността на нервната клетка, които, наред с модифицирането на различни собствени протеини на клетката, водят до отваряне на йонните канали. При навлизането на йони през тези канали се обръща електрическия заряд на клетката и се задейства потенциал на възбуждането (действието).
Тези познания за пренасянето на сигнали и въздействието на определени химични вещества са от значение най-вече за използването на лекарствени средства. Преди всичко това е важно за начина на действие на психолекарствени средства срещу шизофрения, които могат да се разберат и изследват по-добре.
Женен е за скулпторката Урсула фон Райдингсвард, което му е втори брак. Той има двама сина от първия си брак, които са математици.